# FMなかつ
株式会社FMなかつは、大分県中津市、宇佐市、福岡県豊前市ならびに築上郡上毛町（旧新吉富村、旧大平村）の各一部地域及び吉富町を放送区域として超短波放送（FM放送）を行う特定地上基幹放送事業者である。
NOAS FM（ノースエフエム）の愛称でコミュニティ放送を行っている。

## 概要
大分県初のコミュニティ放送局である。愛称は「North Oita Air Station」、「Natural Open At home Side by side」の略。
送信所は県域放送局の中津中継局と同じ八面山（650m）にある。放送区域内世帯数は計38,686世帯（平成12年国勢調査に基づく）。
自社制作番組や音楽プログラムにより24時間放送をしている。かつてはJ-WAVEやMusic Birdを放送していた。
主要株主は、大分合同新聞社、三和酒類、大分銀行、豊和銀行、佐々木食品工業、大分みらい信用金庫、大分県信用組合、中津急行、西野物産。
由布市のコミュニティ放送局であるゆふいんラヂオ局の議決権を同局の開局当初から33%有している。議決権が10分の1を超えているため、マスメディア集中排除原則に基づき議決権保有状況の公開対象になっているが、3分の1を超えておらず、放送対象地域も重複しないため支配関係には該当しない。

## 沿革
- 2005年（平成17年）
  - 8月11日 - 放送局（現・特定地上基幹放送局）の予備免許取得。
  - 9月8日 - 放送局の免許取得。
  - 9月17日 - 午前7時本放送開始。
- 2006年（平成18年）4月25日 - フリーマガジン789マガジン（現・NOAS!!Magazine Mero²）創刊。
- 2008年（平成20年）11月28日 - サイマルラジオでインターネット配信を開始。
- 2009年（平成21年）1月3日 - 放送時間を拡大。同時にJ-WAVEの再送信を開始[5]。
- 2012年（平成24年）5月1日 - J-WAVEの再送信を終了。以後、サイマルラジオが24時間配信になる。
- 2014年（平成26年）10月1日 - ミュージックバードの再送信を開始。
- 2015年（平成27年）
  - 4月1日 - サイマル放送の配信先をJCBAインターネットサイマルラジオに変更。
  - 9月17日 - NOAS FM開局10周年。
- 2017年（平成29年）4月25日 - NOAS!!Magazine SPICEを創刊。
- 2018年（平成30年）7月11日 - ジモッシュ!web開始。
- 2019年（令和元年）10月25日 - NOAS!!Magazine Mero²を創刊。
- 2020年（令和2年）
  - 7月25日 - NOAS!!Magazine Mero²が季刊誌となる。
  - 9月17日 - NOAS FM開局15周年
- 2022年（令和4年）4月1日 - ミュージックバードの再送信を終了。すべて自社制作となり、再放送番組が拡大される。
- 2023年（令和5年）9月10日 - 初の音楽Liveイベント【 Radio Rock Fes.“18th Band Fes.”】開催

## 主な番組
2024年8月現在
平日
- 7:00 - 8:00 あサノらジお
- 8:00 - 11:00 GO!イージー!（佐々木尚子／由香里／MIZUE／清水洋子）（月 - 金）
- 11:00 - 13:00 コミュラジ!（本田理沙、MICHIROCK）（月 - 木）
- 16:00 - 19:00 サンセット・ラウンジ（月、火、水 DJ Swan／木、金 ゆみネエ）

月曜日
- 7:30 - 8:00 西寄ひがしの「ただいま!中津!」（西寄ひがし）
- 13:00 - 14:00 ラジオ愛児園（syun）（毎月最終週のみ）
- 19:00 - 20:00 Get to Gather(Yu_ka)
- 20:00 - 21:00 ホンキートンキーラジオ（ジリーポポ）

火曜日
- 19:00 - 20:00 NOAS!!ハイスクール（ハイスクールスタッフ、syun）
- 20:00 - 21:00 ロールチョップの薔薇十字探偵社（コタツキング、ロール発射）

水曜日
- 19:00 - 20:00 美酒処 本田（本田理沙、MICHIROCK）

木曜日
- 13:30 - 14:00 よっしぃキヨマツのワクワク土曜日（よっしぃキヨマツ、佐々木尚子） ※再放送
- 19:00 - 20:00 ごめんあそばせクラシック♪（オスカル、マリア・テレジア）

ミュージックバードを通じて全国のコミュニティ放送局に配信されていた（遅れ放送で、毎週金曜日 25:00 - 25:58放送していた）。2022年7月改編に伴い、同年6月24日をもってコミュニティ放送局への配信を終了。
- 20:00 - 21:00 もっちーの農泊ラジオ（もっちー）（毎月最終週のみ）

金曜日
- 11:00 - 13:00 週末ご機嫌ケイカク（Licca）
- 13:00 - 14:00 Over The Sea～ラジオトラベル～（小泉亜恵美）
- 14:30 - 15:30 タイムスライダー（本田理沙）
- 15:30 - 16:00 「福」来たるラジオ（福剛、DJ Swan）
- 19:00 - 20:00 ノースヤングセンター（DJ Swan、コタツキング）
- 20:00 - 21:00 縁もゆかりもミュージック（KURO）

ミュージックバードを通じて全国のコミュニティ放送局に配信されていた。
土曜日
- 7:00 - 7:30 「福」来たるラジオ（福剛、DJ Swan）※再放送
- 7:30 - 8:00 西寄ひがしの「ただいま!中津!」（西寄ひがし）※再放送
- 8:00 - 9:00 ごめんあそばせクラシック♪（オスカル、マリア・テレジア）※再放送
- 9:00 - 11:00 TomoSata!（高橋ともみ）
- 11:00 - 13:00 Vivid Color（KAWORU）
- 13:00 - 14:00 縁もゆかりもミュージック（KURO）※再放送
- 14:00 - 15:00 Over The Sea～ラジオトラベル～（小泉亜恵美）※再放送
- 15:00 - 16:00 ホンキートンキーラジオ（ジリーポポ）※再放送
- 16:00 - 17:00 タイムスライダー（本田理沙）※再放送
- 17:00 - 17:30 エーアールライノス応援プログラム　Let's トライノス!（おのどん、佐々木尚子）
- 17:30 - 18:00 よっしぃキヨマツのワクワク土曜日（よっしぃキヨマツ、佐々木尚子）
- 18:00 - 19:00 美酒処 本田（本田理沙、MICHIROCK）※再放送
- 19:00 - 20:00 Michiyard（MICHIROCK）
- 20:00 - 20:30 さくらいとWAKANAの「ほんわかなラジオ」（さくらいとWAKANA）
- 20:30 - 21:00 ひ組の学校（歌う応援隊 ヒトミリリィ・ヒトミ）

日曜日
- 8:00 - 9:00 NOAS!!ハイスクール（ハイスクールスタッフ、syun）※再放送
- 9:00 - 10:00 Michiyard（MICHIROCK）※再放送
- 10:00 - 18:00 コミュラジ!（本田理沙、MICHIROCK）（月 - 木）
- 18:00 - 19:00 ノースヤングセンター（DJ Swan、コタツキング）※再放送
- 19:00 - 20:00 Get to Gather(Yu_ka) ※再放送
- 20:00 - 21:00 ロールチョップの薔薇十字探偵社（コタツキング、ロール発射）※再放送